# Виссер эт Хофт, Хас
Хендрик Филип (Хас) Виссер т’Хофт (нидерл. Hendrik Philip (Haas) Visser 't Hooft; 20 сентября 1905, Харлем — 28 июля 1977, Мартиньи, Вале) — нидерландский хоккеист на траве, нападающий. Серебряный призёр летних Олимпийских игр 1928 года.

## Биография
Хас Виссер т’Хофт родился 20 сентября 1905 года в нидерландском городе Харлем. 
В 1923 году начал учиться медицине в Лейдене, однако в 1932 году закончил учёбу, не получив докторскую степень. Во время учёбы играл в хоккей на траве за «Блумендал», носил прозвище Хас.
В 1928 году вошёл в состав сборной Нидерландов по хоккею на траве на летних Олимпийских играх в Амстердаме и завоевал серебряную медаль. Играл на позиции левого нападающего, провёл 4 матча, мячей не забивал.
Во время Второй мировой войны вместе с другими местными врачами входил в группу сопротивления, обеспечивал убежище скрывавшимся от немецких оккупантов, в том числе евреям. Во время работы в госпитале как в медицинской работе, так и в деятельности сопротивления ему помогала будущая кинозвезда Одри Хепбёрн.
После войны продолжал активную работу, вёл переписку.
Умер 28 июля 1977 года в швейцарской коммуне Мартиньи от последствий инсульта, который, будучи на отдыхе, получил во время подъёма на гору. Похоронен 3 августа в нидерландском городе Розендал рядом с женой.

## Семья
Его отец был юристом и заместителем судьи. У Хаса было двое братьев — Франциск и Виллем Адольф. Семья принадлежала к ремонстрантам. Дома его называли также Атта.
Женился в 1932 году в Гааге на Виллемине Схёрлер. У них было шестеро детей.